# 普拉姆維爾 (密西西比州)
普拉姆維爾（英語：Plumville）是位於美國密西西比州亞祖縣的鬼鎮。

## 地理
普拉姆維爾所處的海拔為高於海平面61米（即200英呎），而該地所採用的時區為UTC-6，即北美中部時區（CST）。同時該地設有夏令時間，為UTC-6調快一小時，即UTC-5（CDT）。